# Itamemono
Itamemono (炒め物 ou 炒め物) est le nom donné au Japon à une méthode de cuisson qui n'est pas native du Japon et qui correspond à la cuisine au wok chinoise, lorsque l'on fait frire ou sauter des aliments.
Des plats comme les yasai itame (ja) (légumes sautés) sont devenus populaires dans les maisons et les cantines au Japon dans les années 1950. On compte des plats comme le chūkadon, mais aussi :
- le chanpurū (チャンプルー) d'Okinawa qui contient des légumes, du tofu, de la viande et des produits de la mer, et parfois des œufs dont la plus connue est le gōyā chanpurū comportant du concombre amer ;
- le kinpira gobo (金平) : fines lamelles de gobo et d'autres légumes sautés, mélange ensuite revenu dans une sauce soja sucrée.